# Kannibalisierung
Kannibalisierung (oder Kannibalismuseffekt) bezeichnet in der Wirtschaft die konkurrierende Vermarktung gleichartiger Produkte zu verschiedenen Preisen durch dasselbe Unternehmen. Diese Preisdifferenzierung kann zu einer Verdrängung des hochpreisigen Produktes durch das preiswertere führen. Denn Kannibalisierung bedeutet, dass eine Umsatzausweitung bei einem Produkt zu Lasten eines anderen Produkts geht. Dadurch vermindert sich der Umsatzerlös des hochpreisigen Produktes, während der Erlös für andere Produkte rückläufig ist. Häufig genanntes Beispiel ist die Strategie des Volkswagen-Konzerns, ähnliche Modelle zu höheren Preisen unter der Produktmarke VW und zu niedrigen Preisen als Seat bzw. Škoda anzubieten. Einzelne Modelle sind sogar bei zwei oder mehr Marken technisch identisch. In diesem Fall spricht man auch vom Badge-Engineering.

## Wirtschaftliche Aspekte
Das Grundprinzip dieser Betrachtung stammt aus der Deckungsbeitragsrechnung, bei der es im Rahmen der Gewinnschwellenermittlung und der Entscheidungen zur Kapazitätsauslastung darum geht, dass mit dem hochpreisigen Standardprodukt (zumeist das direkte Markenprodukt) die Fixkosten, Vertriebskosten etc. gedeckt werden. Ist das geschehen, kann über zusätzliche Produktion (zumeist die bekannten „NoName“-Produkte, oder Untermarken) die Kapazität deutlich besser ausgelastet werden. Zusätzlich – da je Produkt nur noch die anfallenden variablen Kosten (Materialkosten, Arbeitskosten etc.) gedeckt werden müssen – kann ein höherer Stückgewinn bei niedrigeren Preisen realisiert werden. Es ist deshalb wichtig, dass der Kunde möglichst nicht erkennt, dass diese Produkte gleichwertig sind bzw. von ein und demselben Hersteller stammen.
Eine Kannibalisierung setzt voraus, dass die sich konkurrierenden Produkte Substitutionsgüter sind.